# Distrikt Reque
Der Distrikt Reque liegt in der Provinz Chiclayo in der Region Lambayeque im Nordwesten von Peru. Der Distrikt hat eine Fläche von 47,03 km². Beim Zensus 2017 wurden 15.744 Einwohner gezählt. Im Jahr 1993 lag die Einwohnerzahl bei 9483, im Jahr 2007 bei 12.606. Sitz der Distriktverwaltung ist die 22 m hoch am Südufer des Río Chancay (auch Río Reque) gelegene Kleinstadt Reque mit 8747 Einwohnern (Stand 2017). Reque liegt 10 km südlich vom Stadtzentrum der Regions- und Provinzhauptstadt Chiclayo. 
Der Distrikt Reque befindet sich in der Küstenebene von Nordwest-Peru südlich der Großstadt Chiclayo im Westen der Provinz Chiclayo. Der Río Chancay fließt entlang der nordwestlichen Distriktgrenze nach Westen. Im Osten erhebt sich ein bis zu 578 m hoher Hügel. Im Nordwesten wird bewässerte Landwirtschaft betrieben. Ansonsten wird das Gebiet von Wüstenlandschaft dominiert. Die ausgebaute Nationalstraße 1S (Panamericana) durchquert den Norden des Distrikts und verläuft anschließend entlang der südwestlichen Distriktgrenze nach Süden.
Der Distrikt Reque grenzt im Nordwesten an den Distrikt Monsefú, im Nordosten an den Distrikt Pomalca, im Osten an den Distrikt Saña sowie im Süden an den Distrikt Eten.